# USS Lake Champlain (CV-39)
USS Lake Champlain (CV-39) byla letadlová loď Námořnictva Spojených států, která působila ve službě v letech 1945–1966. Jednalo se 21. postavenou jednotku třídy Essex (jedenáctou ve verzi s dlouhým trupem). Postavena byla v průběhu druhé světové války, poprvé bojově nasazena byla za korejské války. Účastnila se též kubánské krize a asistovala při některých letech americké NASA.

## Historie

### Stavba
Byla pojmenována podle bitvy na jezeře Champlain za britsko-americké války. Stavěla ji loděnice Norfolk Naval Shipyard ve Virginii. Kýl lodi byl založen 15. března 1943, spuštění na vodu proběhlo 2. listopadu 1944. Do služby byla zařazena 3. června 1945, do druhoválečných bojových operací se proto již nestihla zapojit. Byla však nasazena při operaci Magic Carpet – dopravě amerických vojáků z Evropy zpět do USA.

### Operační služba

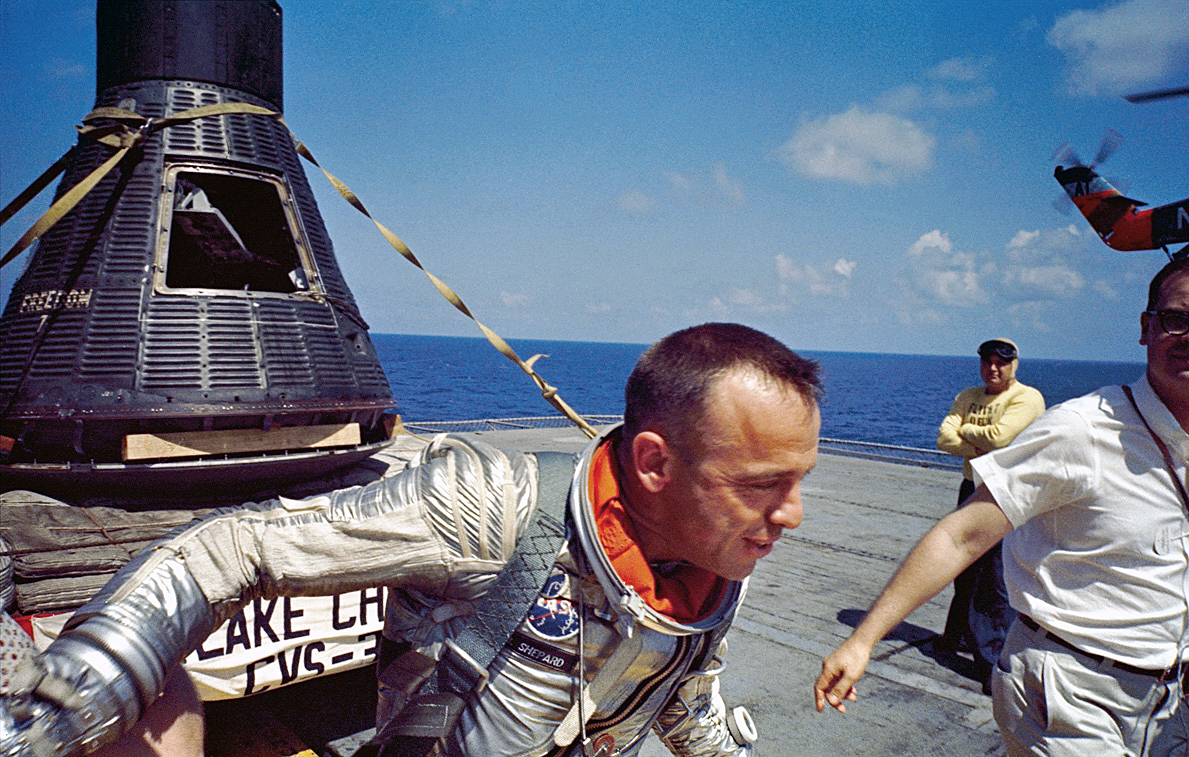
Kabina Freedom 7 a astronaut Alan Shepard na palubě Lake Champlain

Od února 1947 až do vypuknutí korejské války se Lake Champlain nacházela v rezervě. Před reaktivací byla modernizována v rámci programu SCB-27A a služby znovu zařazena v září 1952. Poté odplula do Asie, kde se v rámci operačního svazu TF 77 zapojila do závěrečných bojů korejské války. V roce 1952 byla překlasifikována na útočnou letadlovou loď s označením CVA-39.
Od roku 1957 byla Lake Champlain využívána jako protiponorková letadlová loď (CVS-39) a jako taková se roku 1962 zapojila do blokády Kuby za kubánské krize. Jelikož Lake Champlain nebyla zařazena do modernizačního programu SCB-27C, stala se v 60. letech poslední americkou aktivní letadlovou lodí s průběžnou letovou palubou, zatímco ostatní plavidla měla mnohem výhodnější palubu úhlovou.
Lake Champlain se též podílela na americkém vesmírném programu. V roce 1961 z moře vyzvedla kabinu Freedom 7 mise Mercury-Redstone 3, což byla první pilotovaná kosmická loď a zároveň třetí start v rámci programu Mercury. V kabině byl americký astronaut Alan Shepard. V roce 1965 vyzvedla přistávací kabinu mise Gemini 5 s dvojicí astronautů.

### Vyřazení a další osud
Ze služby byla vyřazena 2. května 1966 a v roce 1972 byla prodána k sešrotování.